# Lista över fornlämningar i Sundsvalls kommun (Selånger)
Lista över fornlämningar i Sundsvalls kommun (Selånger) är en förteckning av ett urval av de fornlämningar som finns i Selånger i Sundsvalls kommun.
| Namn                                       | Lämningstyp                      | Tillkomsttid | Historisk indelning | Plats               | Läge                 | ID-nr          | Bild                                      |
| ------------------------------------------ | -------------------------------- | ------------ | ------------------- | ------------------- | -------------------- | -------------- | ----------------------------------------- |
| Högom (Selånger 1:1)                       | Gravfält                         |              | Selånger, Medelpad  | Högom               | 62.401197, 17.258500 | 10248700010001 | Ladda upp en till bild av detta fornminne |
| Medelpads runinskrifter 11 (Selånger 1:2)  | Runristning                      | vikingatid   | Selånger, Medelpad  | Högom               | 62.400702, 17.257731 | 10248700010002 | Ladda upp en till bild av detta fornminne |
| Selånger 2:2                               | Husgrund, förhistorisk/medeltida |              | Selånger, Medelpad  |                     | 62.415883, 17.264285 | 10248700020002 | Ladda upp en bild av detta fornminne      |
| Selånger 4:1                               | Stensättning                     |              | Selånger, Medelpad  |                     | 62.406850, 17.266049 | 10248700040001 | Ladda upp en bild av detta fornminne      |
| Selånger 5:1                               | Gravfält                         |              | Selånger, Medelpad  |                     | 62.403996, 17.266616 | 10248700050001 | Ladda upp en bild av detta fornminne      |
| Selånger 6:1                               | Hög                              |              | Selånger, Medelpad  |                     | 62.402440, 17.268796 | 10248700060001 | Ladda upp en bild av detta fornminne      |
| Selånger 6:2                               | Hög                              |              | Selånger, Medelpad  |                     | 62.402453, 17.268993 | 10248700060002 | Ladda upp en bild av detta fornminne      |
| Selånger 7:1                               | Gravfält                         |              | Selånger, Medelpad  |                     | 62.405190, 17.266119 | 10248700070001 | Ladda upp en bild av detta fornminne      |
| Selånger 8:1                               | Stensättning                     |              | Selånger, Medelpad  |                     | 62.407233, 17.257486 | 10248700080001 | Ladda upp en bild av detta fornminne      |
| Selånger 9:1                               | Stensättning                     |              | Selånger, Medelpad  |                     | 62.408223, 17.253016 | 10248700090001 | Ladda upp en bild av detta fornminne      |
| Selånger 9:2                               | Stensättning                     |              | Selånger, Medelpad  |                     | 62.408133, 17.252827 | 10248700090002 | Ladda upp en bild av detta fornminne      |
| Selånger 14:1                              | Stensättning                     |              | Selånger, Medelpad  |                     | 62.433546, 17.177031 | 10248700140001 | Ladda upp en bild av detta fornminne      |
| Selånger 14:2                              | Stensättning                     |              | Selånger, Medelpad  |                     | 62.433658, 17.177124 | 10248700140002 | Ladda upp en bild av detta fornminne      |
| Selånger 15:1                              | Hög                              |              | Selånger, Medelpad  |                     | 62.433169, 17.174865 | 10248700150001 | Ladda upp en bild av detta fornminne      |
| Selånger 16:1                              | Hög                              |              | Selånger, Medelpad  |                     | 62.431810, 17.175468 | 10248700160001 | Ladda upp en bild av detta fornminne      |
| Selånger 16:2                              | Hög                              |              | Selånger, Medelpad  |                     | 62.431694, 17.175519 | 10248700160002 | Ladda upp en bild av detta fornminne      |
| Medelpads runinskrifter 13 (Selånger 17:1) | Runristning                      | vikingatid   | Selånger, Medelpad  | Oxsta               | 62.435589, 17.161695 | 10248700170001 | Ladda upp en till bild av detta fornminne |
| Selånger 18:1                              | Hög                              |              | Selånger, Medelpad  |                     | 62.427400, 17.227311 | 10248700180001 | Ladda upp en bild av detta fornminne      |
| Selånger 18:2                              | Stensättning                     |              | Selånger, Medelpad  |                     | 62.427405, 17.227540 | 10248700180002 | Ladda upp en bild av detta fornminne      |
| Selånger 19:1                              | Stensättning                     |              | Selånger, Medelpad  |                     | 62.424130, 17.248869 | 10248700190001 | Ladda upp en bild av detta fornminne      |
| Selånger 20:1                              | Stensättning                     |              | Selånger, Medelpad  |                     | 62.422704, 17.247569 | 10248700200001 | Ladda upp en bild av detta fornminne      |
| Selånger 22:1                              | Stensättning                     |              | Selånger, Medelpad  |                     | 62.423444, 17.234125 | 10248700220001 | Ladda upp en bild av detta fornminne      |
| Selånger 22:2                              | Stensättning                     |              | Selånger, Medelpad  |                     | 62.423285, 17.233840 | 10248700220002 | Ladda upp en bild av detta fornminne      |
| Selånger 23:1                              | Stensättning                     |              | Selånger, Medelpad  |                     | 62.426949, 17.247056 | 10248700230001 | Ladda upp en bild av detta fornminne      |
| Selånger 24:1                              | Hög                              |              | Selånger, Medelpad  |                     | 62.426756, 17.180580 | 10248700240001 | Ladda upp en bild av detta fornminne      |
| Selånger 24:2                              | Hög                              |              | Selånger, Medelpad  |                     | 62.426728, 17.180239 | 10248700240002 | Ladda upp en bild av detta fornminne      |
| Selånger 27:1                              | Stensättning                     |              | Selånger, Medelpad  |                     | 62.422268, 17.237143 | 10248700270001 | Ladda upp en bild av detta fornminne      |
| Selånger 28:1                              | Gravfält                         |              | Selånger, Medelpad  |                     | 62.421013, 17.239764 | 10248700280001 | Ladda upp en bild av detta fornminne      |
| Selånger 29:1                              | Gravfält                         |              | Selånger, Medelpad  |                     | 62.422047, 17.239758 | 10248700290001 | Ladda upp en bild av detta fornminne      |
| Selånger 30:1                              | Hög                              |              | Selånger, Medelpad  |                     | 62.420081, 17.233802 | 10248700300001 | Ladda upp en bild av detta fornminne      |
| Selånger 30:2                              | Stensättning                     |              | Selånger, Medelpad  |                     | 62.419920, 17.233251 | 10248700300002 | Ladda upp en bild av detta fornminne      |
| Selånger 30:3                              | Hög                              |              | Selånger, Medelpad  |                     | 62.419757, 17.232617 | 10248700300003 | Ladda upp en bild av detta fornminne      |
| Selånger 31:1                              | Hög                              |              | Selånger, Medelpad  |                     | 62.418839, 17.233582 | 10248700310001 | Ladda upp en bild av detta fornminne      |
| Selånger 32:1                              | Hög                              |              | Selånger, Medelpad  |                     | 62.420036, 17.237578 | 10248700320001 | Ladda upp en bild av detta fornminne      |
| Selånger 32:2                              | Hög                              |              | Selånger, Medelpad  |                     | 62.419584, 17.237728 | 10248700320002 | Ladda upp en bild av detta fornminne      |
| Selånger 32:3                              | Hög                              |              | Selånger, Medelpad  |                     | 62.419405, 17.236800 | 10248700320003 | Ladda upp en bild av detta fornminne      |
| Selånger 33:1                              | Hög                              |              | Selånger, Medelpad  |                     | 62.418915, 17.237757 | 10248700330001 | Ladda upp en bild av detta fornminne      |
| Selånger 33:3                              | Hög                              |              | Selånger, Medelpad  |                     | 62.418708, 17.237626 | 10248700330003 | Ladda upp en bild av detta fornminne      |
| Selånger 34:1                              | Hög                              |              | Selånger, Medelpad  |                     | 62.416976, 17.241632 | 10248700340001 | Ladda upp en bild av detta fornminne      |
| Selånger 35:1                              | Hög                              |              | Selånger, Medelpad  |                     | 62.421229, 17.217672 | 10248700350001 | Ladda upp en bild av detta fornminne      |
| Selånger 36:1                              | Hög                              |              | Selånger, Medelpad  |                     | 62.421308, 17.208869 | 10248700360001 | Ladda upp en bild av detta fornminne      |
| Selånger 37:1                              | Hög                              |              | Selånger, Medelpad  |                     | 62.424498, 17.216987 | 10248700370001 | Ladda upp en bild av detta fornminne      |
| Selånger 37:2                              | Stensättning                     |              | Selånger, Medelpad  |                     | 62.424576, 17.217122 | 10248700370002 | Ladda upp en bild av detta fornminne      |
| Selånger 38:1                              | Hög                              |              | Selånger, Medelpad  |                     | 62.425752, 17.230293 | 10248700380001 | Ladda upp en bild av detta fornminne      |
| Selånger 39:1                              | Hög                              |              | Selånger, Medelpad  |                     | 62.420056, 17.199594 | 10248700390001 | Ladda upp en bild av detta fornminne      |
| Selånger 39:2                              | Hög                              |              | Selånger, Medelpad  |                     | 62.420112, 17.200295 | 10248700390002 | Ladda upp en bild av detta fornminne      |
| Selånger 39:3                              | Hög                              |              | Selånger, Medelpad  |                     | 62.420125, 17.200902 | 10248700390003 | Ladda upp en bild av detta fornminne      |
| Selånger 39:4                              | Hög                              |              | Selånger, Medelpad  |                     | 62.420053, 17.201229 | 10248700390004 | Ladda upp en bild av detta fornminne      |
| Selånger 40:1                              | Hög                              |              | Selånger, Medelpad  |                     | 62.419888, 17.204358 | 10248700400001 | Ladda upp en bild av detta fornminne      |
| Selånger 41:1                              | Hög                              |              | Selånger, Medelpad  |                     | 62.421109, 17.197006 | 10248700410001 | Ladda upp en bild av detta fornminne      |
| Selånger 42:1                              | Stensättning                     |              | Selånger, Medelpad  |                     | 62.422348, 17.205020 | 10248700420001 | Ladda upp en bild av detta fornminne      |
| Selånger 43:1                              | Stensättning                     |              | Selånger, Medelpad  |                     | 62.422075, 17.204120 | 10248700430001 | Ladda upp en bild av detta fornminne      |
| Selånger 44:1                              | Hög                              |              | Selånger, Medelpad  |                     | 62.423806, 17.201489 | 10248700440001 | Ladda upp en bild av detta fornminne      |
| Selånger 45:1                              | Stensättning                     |              | Selånger, Medelpad  |                     | 62.422885, 17.206972 | 10248700450001 | Ladda upp en bild av detta fornminne      |
| Selånger 47:1                              | Hög                              |              | Selånger, Medelpad  |                     | 62.423464, 17.177026 | 10248700470001 | Ladda upp en bild av detta fornminne      |
| Selånger 48:1                              | Hög                              |              | Selånger, Medelpad  |                     | 62.422774, 17.181901 | 10248700480001 | Ladda upp en bild av detta fornminne      |
| Selånger 48:2                              | Hög                              |              | Selånger, Medelpad  |                     | 62.422849, 17.181673 | 10248700480002 | Ladda upp en bild av detta fornminne      |
| Selånger 48:3                              | Hög                              |              | Selånger, Medelpad  |                     | 62.422443, 17.180365 | 10248700480003 | Ladda upp en bild av detta fornminne      |
| Selånger 49:1                              | Hög                              |              | Selånger, Medelpad  |                     | 62.422117, 17.185320 | 10248700490001 | Ladda upp en bild av detta fornminne      |
| Selånger 49:2                              | Hög                              |              | Selånger, Medelpad  |                     | 62.422120, 17.184786 | 10248700490002 | Ladda upp en bild av detta fornminne      |
| Högen, Ogges bostad (Selånger 53:1)        | Hög                              |              | Selånger, Medelpad  |                     | 62.437882, 17.159101 | 10248700530001 | Ladda upp en bild av detta fornminne      |
| Högen, Ogges bostad (Selånger 53:2)        | Husgrund, förhistorisk/medeltida |              | Selånger, Medelpad  |                     | 62.437695, 17.159103 | 10248700530002 | Ladda upp en bild av detta fornminne      |
| Högen, Ogges bostad (Selånger 53:3)        | Husgrund, förhistorisk/medeltida |              | Selånger, Medelpad  |                     | 62.437323, 17.158336 | 10248700530003 | Ladda upp en bild av detta fornminne      |
| Selånger 54:1                              | Stensättning                     |              | Selånger, Medelpad  |                     | 62.444534, 17.158485 | 10248700540001 | Ladda upp en bild av detta fornminne      |
| Selånger 55:1                              | Stensättning                     |              | Selånger, Medelpad  |                     | 62.444852, 17.156809 | 10248700550001 | Ladda upp en bild av detta fornminne      |
| Selånger 56:1                              | Stensättning                     |              | Selånger, Medelpad  |                     | 62.444665, 17.160740 | 10248700560001 | Ladda upp en bild av detta fornminne      |
| Selånger 57:1                              | Röse                             |              | Selånger, Medelpad  |                     | 62.424220, 17.165571 | 10248700570001 | Ladda upp en bild av detta fornminne      |
| Selånger 57:2                              | Röse                             |              | Selånger, Medelpad  |                     | 62.424261, 17.165866 | 10248700570002 | Ladda upp en bild av detta fornminne      |
| Selånger 57:3                              | Röse                             |              | Selånger, Medelpad  |                     | 62.424353, 17.166226 | 10248700570003 | Ladda upp en bild av detta fornminne      |
| Selånger 59:1                              | Hög                              |              | Selånger, Medelpad  |                     | 62.401906, 17.231797 | 10248700590001 | Ladda upp en bild av detta fornminne      |
| Selånger 62:1                              | Hög                              |              | Selånger, Medelpad  |                     | 62.390995, 17.246120 | 10248700620001 | Ladda upp en bild av detta fornminne      |
| Selånger 63:1                              | Hög                              |              | Selånger, Medelpad  |                     | 62.391759, 17.246317 | 10248700630001 | Ladda upp en bild av detta fornminne      |
| Selånger 64:1                              | Stensättning                     |              | Selånger, Medelpad  |                     | 62.394082, 17.243681 | 10248700640001 | Ladda upp en bild av detta fornminne      |
| Selånger 64:2                              | Stensättning                     |              | Selånger, Medelpad  |                     | 62.394092, 17.243971 | 10248700640002 | Ladda upp en bild av detta fornminne      |
| Selånger 64:3                              | Stensättning                     |              | Selånger, Medelpad  |                     | 62.394248, 17.243433 | 10248700640003 | Ladda upp en bild av detta fornminne      |
| Selånger 65:1                              | Röse                             |              | Selånger, Medelpad  |                     | 62.394191, 17.245577 | 10248700650001 | Ladda upp en bild av detta fornminne      |
| Selånger 65:2                              | Hög                              |              | Selånger, Medelpad  |                     | 62.394449, 17.245666 | 10248700650002 | Ladda upp en bild av detta fornminne      |
| Selånger 65:3                              | Stensättning                     |              | Selånger, Medelpad  |                     | 62.394444, 17.245422 | 10248700650003 | Ladda upp en bild av detta fornminne      |
| Selånger 65:4                              | Stensättning                     |              | Selånger, Medelpad  |                     | 62.394194, 17.245794 | 10248700650004 | Ladda upp en bild av detta fornminne      |
| Selånger 66:1                              | Stensättning                     |              | Selånger, Medelpad  |                     | 62.409418, 17.197660 | 10248700660001 | Ladda upp en bild av detta fornminne      |
| Selånger 67:1                              | Hög                              |              | Selånger, Medelpad  |                     | 62.412367, 17.185642 | 10248700670001 | Ladda upp en bild av detta fornminne      |
| Selånger 68:1                              | Gravfält                         |              | Selånger, Medelpad  |                     | 62.406985, 17.197281 | 10248700680001 | Ladda upp en bild av detta fornminne      |
| Selånger 69:1                              | Gravfält                         |              | Selånger, Medelpad  |                     | 62.406582, 17.196232 | 10248700690001 | Ladda upp en bild av detta fornminne      |
| Selånger 70:1                              | Hög                              |              | Selånger, Medelpad  |                     | 62.406829, 17.194355 | 10248700700001 | Ladda upp en bild av detta fornminne      |
| Selånger 72:1                              | Stensättning                     |              | Selånger, Medelpad  |                     | 62.410546, 17.187090 | 10248700720001 | Ladda upp en bild av detta fornminne      |
| Selånger 74:1                              | Hög                              |              | Selånger, Medelpad  |                     | 62.407811, 17.188084 | 10248700740001 | Ladda upp en bild av detta fornminne      |
| Selånger 75:1                              | Gravfält                         |              | Selånger, Medelpad  |                     | 62.444239, 17.159832 | 10248700750001 | Ladda upp en bild av detta fornminne      |
| Selånger 76:1                              | Hög                              |              | Selånger, Medelpad  |                     | 62.442927, 17.157162 | 10248700760001 | Ladda upp en bild av detta fornminne      |
| Selånger 77:1                              | Gravfält                         |              | Selånger, Medelpad  |                     | 62.406892, 17.200471 | 10248700770001 | Ladda upp en bild av detta fornminne      |
| Selånger 78:1                              | Gravfält                         |              | Selånger, Medelpad  |                     | 62.406367, 17.200379 | 10248700780001 | Ladda upp en bild av detta fornminne      |
| Selånger 79:1                              | Hög                              |              | Selånger, Medelpad  |                     | 62.405764, 17.199555 | 10248700790001 | Ladda upp en bild av detta fornminne      |
| Selånger 79:2                              | Hög                              |              | Selånger, Medelpad  |                     | 62.405706, 17.199398 | 10248700790002 | Ladda upp en bild av detta fornminne      |
| Selånger 81:1                              | Hög                              |              | Selånger, Medelpad  |                     | 62.405848, 17.198077 | 10248700810001 | Ladda upp en bild av detta fornminne      |
| Selånger 82:1                              | Gravfält                         |              | Selånger, Medelpad  |                     | 62.406359, 17.189202 | 10248700820001 | Ladda upp en bild av detta fornminne      |
| Selånger 83:1                              | Hög                              |              | Selånger, Medelpad  |                     | 62.406475, 17.187541 | 10248700830001 | Ladda upp en bild av detta fornminne      |
| Selånger 85:1                              | Hög                              |              | Selånger, Medelpad  |                     | 62.404780, 17.202909 | 10248700850001 | Ladda upp en bild av detta fornminne      |
| Selånger 85:2                              | Hög                              |              | Selånger, Medelpad  |                     | 62.404828, 17.203216 | 10248700850002 | Ladda upp en bild av detta fornminne      |
| Selånger 86:1                              | Kyrka/kapell                     |              | Selånger, Medelpad  |                     | 62.405353, 17.208553 | 10248700860001 | Ladda upp en till bild av detta fornminne |
| Medelpads runinskrifter 10 (Selånger 86:2) | Runristning                      | vikingatid   | Selånger, Medelpad  | Selångers kyrkoruin | 62.405458, 17.208640 | 10248700860002 | Ladda upp en till bild av detta fornminne |
| Selånger 90:1                              | Gravfält                         |              | Selånger, Medelpad  |                     | 62.404499, 17.207518 | 10248700900001 | Ladda upp en bild av detta fornminne      |
| Selånger 92:1                              | Hög                              |              | Selånger, Medelpad  |                     | 62.403884, 17.196350 | 10248700920001 | Ladda upp en bild av detta fornminne      |
| Selånger 92:2                              | Stensättning                     |              | Selånger, Medelpad  |                     | 62.403817, 17.196630 | 10248700920002 | Ladda upp en bild av detta fornminne      |
| Selånger 92:3                              | Hög                              |              | Selånger, Medelpad  |                     | 62.403882, 17.196868 | 10248700920003 | Ladda upp en bild av detta fornminne      |
| Selånger 93:1                              | Gravfält                         |              | Selånger, Medelpad  |                     | 62.403852, 17.195220 | 10248700930001 | Ladda upp en bild av detta fornminne      |
| Selånger 94:1                              | Gravfält                         |              | Selånger, Medelpad  |                     | 62.404430, 17.193987 | 10248700940001 | Ladda upp en bild av detta fornminne      |
| Selånger 95:1                              | Hög                              |              | Selånger, Medelpad  |                     | 62.404168, 17.192542 | 10248700950001 | Ladda upp en bild av detta fornminne      |
| Selånger 95:3                              | Hög                              |              | Selånger, Medelpad  |                     | 62.404013, 17.192397 | 10248700950003 | Ladda upp en bild av detta fornminne      |
| Selånger 95:4                              | Hög                              |              | Selånger, Medelpad  |                     | 62.403968, 17.192275 | 10248700950004 | Ladda upp en bild av detta fornminne      |
| Selånger 95:5                              | Hög                              |              | Selånger, Medelpad  |                     | 62.403885, 17.192118 | 10248700950005 | Ladda upp en bild av detta fornminne      |
| Selånger 96:2                              | Hög                              |              | Selånger, Medelpad  |                     | 62.404128, 17.190854 | 10248700960002 | Ladda upp en bild av detta fornminne      |
| Selånger 97:1                              | Hög                              |              | Selånger, Medelpad  |                     | 62.403959, 17.190615 | 10248700970001 | Ladda upp en bild av detta fornminne      |
| Selånger 98:1                              | Hög                              |              | Selånger, Medelpad  |                     | 62.403760, 17.190376 | 10248700980001 | Ladda upp en bild av detta fornminne      |
| Selånger 98:2                              | Hög                              |              | Selånger, Medelpad  |                     | 62.403767, 17.190160 | 10248700980002 | Ladda upp en bild av detta fornminne      |
| Selånger 98:3                              | Hög                              |              | Selånger, Medelpad  |                     | 62.403902, 17.189573 | 10248700980003 | Ladda upp en bild av detta fornminne      |
| Selånger 98:4                              | Hög                              |              | Selånger, Medelpad  |                     | 62.404040, 17.189442 | 10248700980004 | Ladda upp en bild av detta fornminne      |
| Selånger 98:5                              | Stensättning                     |              | Selånger, Medelpad  |                     | 62.404156, 17.189535 | 10248700980005 | Ladda upp en bild av detta fornminne      |
| Selånger 99:1                              | Gravfält                         |              | Selånger, Medelpad  |                     | 62.404672, 17.189782 | 10248700990001 | Ladda upp en bild av detta fornminne      |
| Selånger 100:1                             | Hög                              |              | Selånger, Medelpad  |                     | 62.405161, 17.184325 | 10248701000001 | Ladda upp en bild av detta fornminne      |
| Selånger 100:2                             | Stensättning                     |              | Selånger, Medelpad  |                     | 62.405303, 17.184280 | 10248701000002 | Ladda upp en bild av detta fornminne      |
| Selånger 101:1                             | Gravfält                         |              | Selånger, Medelpad  |                     | 62.405095, 17.185024 | 10248701010001 | Ladda upp en bild av detta fornminne      |
| Selånger 102:1                             | Hög                              |              | Selånger, Medelpad  |                     | 62.405452, 17.186398 | 10248701020001 | Ladda upp en bild av detta fornminne      |
| Selånger 103:1                             | Hög                              |              | Selånger, Medelpad  |                     | 62.405552, 17.185040 | 10248701030001 | Ladda upp en bild av detta fornminne      |
| Selånger 105:1                             | Hög                              |              | Selånger, Medelpad  |                     | 62.405144, 17.159754 | 10248701050001 | Ladda upp en bild av detta fornminne      |
| Selånger 105:2                             | Stensättning                     |              | Selånger, Medelpad  |                     | 62.405317, 17.159896 | 10248701050002 | Ladda upp en bild av detta fornminne      |
| Selånger 105:3                             | Stensättning                     |              | Selånger, Medelpad  |                     | 62.405363, 17.159673 | 10248701050003 | Ladda upp en bild av detta fornminne      |
| Selånger 106:1                             | Hög                              |              | Selånger, Medelpad  |                     | 62.405924, 17.160273 | 10248701060001 | Ladda upp en bild av detta fornminne      |
| Selånger 107:1                             | Hög                              |              | Selånger, Medelpad  |                     | 62.405822, 17.171307 | 10248701070001 | Ladda upp en bild av detta fornminne      |
| Selånger 108:1                             | Gravfält                         |              | Selånger, Medelpad  |                     | 62.402242, 17.161459 | 10248701080001 | Ladda upp en bild av detta fornminne      |
| Selånger 109:1                             | Hög                              |              | Selånger, Medelpad  |                     | 62.403110, 17.164349 | 10248701090001 | Ladda upp en bild av detta fornminne      |
| Selånger 110:1                             | Hög                              |              | Selånger, Medelpad  |                     | 62.402052, 17.164807 | 10248701100001 | Ladda upp en bild av detta fornminne      |
| Selånger 111:1                             | Hög                              |              | Selånger, Medelpad  |                     | 62.403341, 17.166372 | 10248701110001 | Ladda upp en bild av detta fornminne      |
| Selånger 112:1                             | Hög                              |              | Selånger, Medelpad  |                     | 62.402667, 17.166747 | 10248701120001 | Ladda upp en bild av detta fornminne      |
| Selånger 112:2                             | Hög                              |              | Selånger, Medelpad  |                     | 62.402575, 17.166818 | 10248701120002 | Ladda upp en bild av detta fornminne      |
| Selånger 113:1                             | Stensättning                     |              | Selånger, Medelpad  |                     | 62.404438, 17.176199 | 10248701130001 | Ladda upp en bild av detta fornminne      |
| Selånger 113:2                             | Stensättning                     |              | Selånger, Medelpad  |                     | 62.404096, 17.175827 | 10248701130002 | Ladda upp en bild av detta fornminne      |
| Selånger 116:1                             | Hög                              |              | Selånger, Medelpad  |                     | 62.397457, 17.185622 | 10248701160001 | Ladda upp en bild av detta fornminne      |
| Selånger 118:1                             | Gravfält                         |              | Selånger, Medelpad  |                     | 62.393977, 17.185647 | 10248701180001 | Ladda upp en bild av detta fornminne      |
| Selånger 120:1                             | Gravfält                         |              | Selånger, Medelpad  |                     | 62.402839, 17.157019 | 10248701200001 | Ladda upp en bild av detta fornminne      |
| Selånger 121:1                             | Hög                              |              | Selånger, Medelpad  |                     | 62.402883, 17.151088 | 10248701210001 | Ladda upp en bild av detta fornminne      |
| Selånger 122:1                             | Hög                              |              | Selånger, Medelpad  |                     | 62.403732, 17.145886 | 10248701220001 | Ladda upp en bild av detta fornminne      |
| Selånger 123:1                             | Stensättning                     |              | Selånger, Medelpad  |                     | 62.408696, 17.157099 | 10248701230001 | Ladda upp en bild av detta fornminne      |
| Selånger 123:2                             | Röse                             |              | Selånger, Medelpad  |                     | 62.409064, 17.157759 | 10248701230002 | Ladda upp en bild av detta fornminne      |
| Selånger 125:1                             | Gravfält                         |              | Selånger, Medelpad  |                     | 62.405717, 17.155749 | 10248701250001 | Ladda upp en bild av detta fornminne      |
| Selånger 126:1                             | Hög                              |              | Selånger, Medelpad  |                     | 62.393260, 17.177678 | 10248701260001 | Ladda upp en bild av detta fornminne      |
| Selånger 126:2                             | Stensättning                     |              | Selånger, Medelpad  |                     | 62.393566, 17.177432 | 10248701260002 | Ladda upp en bild av detta fornminne      |
| Selånger 127:1                             | Stensättning                     |              | Selånger, Medelpad  |                     | 62.392609, 17.169923 | 10248701270001 | Ladda upp en bild av detta fornminne      |
| Selånger 128:1                             | Hög                              |              | Selånger, Medelpad  |                     | 62.391065, 17.169749 | 10248701280001 | Ladda upp en bild av detta fornminne      |
| Selånger 130:1                             | Grav- och boplatsområde          |              | Selånger, Medelpad  |                     | 62.391320, 17.151090 | 10248701300001 | Ladda upp en bild av detta fornminne      |
| Selånger 131:1                             | Hög                              |              | Selånger, Medelpad  |                     | 62.392015, 17.147912 | 10248701310001 | Ladda upp en bild av detta fornminne      |
| Selånger 132:1                             | Hög                              |              | Selånger, Medelpad  |                     | 62.392198, 17.153425 | 10248701320001 | Ladda upp en bild av detta fornminne      |
| Selånger 132:2                             | Hög                              |              | Selånger, Medelpad  |                     | 62.392251, 17.153597 | 10248701320002 | Ladda upp en bild av detta fornminne      |
| Jarlaborg (Selånger 133:1)                 | Hög                              |              | Selånger, Medelpad  |                     | 62.390716, 17.155340 | 10248701330001 | Ladda upp en bild av detta fornminne      |
| Jarlaborg (Selånger 133:2)                 | Husgrund, förhistorisk/medeltida |              | Selånger, Medelpad  |                     | 62.391019, 17.155731 | 10248701330002 | Ladda upp en bild av detta fornminne      |
| Jarlaborg (Selånger 133:3)                 | Husgrund, förhistorisk/medeltida |              | Selånger, Medelpad  |                     | 62.391356, 17.155529 | 10248701330003 | Ladda upp en bild av detta fornminne      |
| Selånger 137:1                             | Hög                              |              | Selånger, Medelpad  |                     | 62.405386, 17.191920 | 10248701370001 | Ladda upp en bild av detta fornminne      |
| Selånger 137:2                             | Stensättning                     |              | Selånger, Medelpad  |                     | 62.405465, 17.191946 | 10248701370002 | Ladda upp en bild av detta fornminne      |
| Selånger 137:3                             | Hög                              |              | Selånger, Medelpad  |                     | 62.405594, 17.191517 | 10248701370003 | Ladda upp en bild av detta fornminne      |
| Selånger 138:1                             | Hög                              |              | Selånger, Medelpad  |                     | 62.403607, 17.164347 | 10248701380001 | Ladda upp en bild av detta fornminne      |
| Selånger 146:1                             | Husgrund, förhistorisk/medeltida |              | Selånger, Medelpad  |                     | 62.394302, 17.182812 | 10248701460001 | Ladda upp en bild av detta fornminne      |
| Selånger 148:1                             | Hög                              |              | Selånger, Medelpad  |                     | 62.395547, 17.191453 | 10248701480001 | Ladda upp en bild av detta fornminne      |
| Selånger 150:1                             | Hög                              |              | Selånger, Medelpad  |                     | 62.398768, 17.197349 | 10248701500001 | Ladda upp en bild av detta fornminne      |
| Selånger 152:1                             | Husgrund, förhistorisk/medeltida |              | Selånger, Medelpad  |                     | 62.403582, 17.147322 | 10248701520001 | Ladda upp en bild av detta fornminne      |
| Selånger 154:1                             | Hög                              |              | Selånger, Medelpad  |                     | 62.401232, 17.165954 | 10248701540001 | Ladda upp en bild av detta fornminne      |
| Selånger 154:2                             | Hög                              |              | Selånger, Medelpad  |                     | 62.401271, 17.166544 | 10248701540002 | Ladda upp en bild av detta fornminne      |
| Selånger 154:3                             | Hög                              |              | Selånger, Medelpad  |                     | 62.401138, 17.167320 | 10248701540003 | Ladda upp en bild av detta fornminne      |
| Selånger 169:1                             | Hög                              |              | Selånger, Medelpad  |                     | 62.399115, 17.203871 | 10248701690001 | Ladda upp en bild av detta fornminne      |
| Selånger 171:1                             | Stensättning                     |              | Selånger, Medelpad  |                     | 62.405380, 17.199178 | 10248701710001 | Ladda upp en bild av detta fornminne      |
| Selånger 174:1                             | Hög                              |              | Selånger, Medelpad  |                     | 62.405293, 17.201070 | 10248701740001 | Ladda upp en bild av detta fornminne      |
| Selånger 182:1                             | Hög                              |              | Selånger, Medelpad  |                     | 62.409004, 17.198771 | 10248701820001 | Ladda upp en bild av detta fornminne      |
| Selånger 182:2                             | Hög                              |              | Selånger, Medelpad  |                     | 62.408766, 17.198189 | 10248701820002 | Ladda upp en bild av detta fornminne      |
| Selånger 183:1                             | Stensättning                     |              | Selånger, Medelpad  |                     | 62.419969, 17.182681 | 10248701830001 | Ladda upp en bild av detta fornminne      |
| Selånger 183:2                             | Hög                              |              | Selånger, Medelpad  |                     | 62.419872, 17.182883 | 10248701830002 | Ladda upp en bild av detta fornminne      |
| Selånger 184:1                             | Stensättning                     |              | Selånger, Medelpad  |                     | 62.430149, 17.177913 | 10248701840001 | Ladda upp en bild av detta fornminne      |
| Selånger 187:1                             | Stensättning                     |              | Selånger, Medelpad  |                     | 62.419410, 17.257498 | 10248701870001 | Ladda upp en bild av detta fornminne      |
| Selånger 235:1                             | Stensättning                     |              | Selånger, Medelpad  |                     | 62.409173, 17.194323 | 10248702350001 | Ladda upp en bild av detta fornminne      |
| Selånger 236:1                             | Stensättning                     |              | Selånger, Medelpad  |                     | 62.408652, 17.190625 | 10248702360001 | Ladda upp en bild av detta fornminne      |
| Selånger 244:1                             | Hög                              |              | Selånger, Medelpad  |                     | 62.395503, 17.198586 | 10248702440001 | Ladda upp en bild av detta fornminne      |
| Selånger 244:2                             | Hög                              |              | Selånger, Medelpad  |                     | 62.395455, 17.198738 | 10248702440002 | Ladda upp en bild av detta fornminne      |
| Selånger 244:3                             | Hög                              |              | Selånger, Medelpad  |                     | 62.395411, 17.198545 | 10248702440003 | Ladda upp en bild av detta fornminne      |